# 聖子
聖子（せいこ）は、日本の女優。栃木県出身。劇団ジャムジャムプレイヤーズ所属。

## 出演作品
太字は、主役・メインキャラクター

### 舞台
- 劇団ジャムジャムプレイヤーズ旗揚げ公演より全作品
- シアター・ドリームズ・カンパニー 麻丘めぐみプロデュース「女は一生」
- 真空海月館「うちに来るって本気ですか？」
- ジャムジャムプレイヤーズ企画ユニットジャムジャムホリデー「戻り川ハイツ303号室」
- ハイブリッドジャンバーズ「天国（うえ）を向いて歩こう」
- tYPhoon一家 「十字路と絵本」

### テレビ
- TBS ガチンコ女優学院
- テレビ朝日 大空港

### 吹き替え
- ブラッド・フィースト 血の祝祭日2（ランプリー夫人）
- ミートマーケット 人類滅亡の日（アジェンタ）
- ミートマーケット ゾンビ撃滅作戦（アジェンタ）

### Vシネマ
- ゴロツキ

### 映画
- OZEN